# Lietuvos žaliųjų partija
Lietuvos žaliųjų partija (LŽP, dt. Litauische Grünenpartei') ist eine zentristische politische Partei der grünen Politik in Litauen. Sie wurde beim Justizministerium Litauens am 11. Mai 2011 registriert. Der Sitz befindet sich in der litauischen Hauptstadt Vilnius. Die Partei hat 25 Abteilungen (Stand: 2020) in Litauen. Die Denkfabrik (Think Tank) der Partei ist eine öffentliche Anstalt (VšĮ) „Žaliosios politikos institutas“ (dt. ‚Institut für grüne Politik'). Die Jugendorganisation ist Jaunieji žalieji, dt. ‚Junge Grüne'.

## Geschichte
Am 20. März 2011 wurde die politische Partei als „Lietuvos žaliųjų sąjūdis“ (dt. Grünen-Sąjūdis Litauens) gegründet und am 11. Mai offiziell registriert. Der Vorsitzende wurde Umweltaktivist Juozas Dautartas (* 1959).
Am 24. November 2012 wurde der Name der Partei zur „Lietuvos žaliųjų partija“ geändert. Zum Vorsitzenden wurde Journalist Linas Balsys (* 1961), der bei der vorherigen Parlamentswahl im Oktober 2012 und Parlamentswahl im Oktober 2016 als unabhängiger Kandidat antrat und das Direktmandat in seinem Wahlkreis gewann.
Bei Kommunalwahlen in Litauen 2019 gewann die Partei die ersten Mandate in den Gemeinden Kaišiadorys, Molėtai, Panevėžys und Utena. Die LŽP-Mitglieder wurden zu den Ratsmitgliedern der Gemeinden.
Bei Europawahl in Litauen 2019 nahm die Partei ohne Erfolg teil.
Bei Parlamentswahl in Litauen 2020 nahmen ehemaliger litauischer Premierminister Algirdas Butkevičius und ehemaliger Seimas-Präsident Vydas Gedvilas sowie ehemalige Vizeministerin Svetlana Kauzonienė als Kandidaten in der Wahlliste der Partei teil. Butkevičius wurde zum 13. Seimas in seinem Wahlbezirk ausgewählt und war ab November 2020 bis zu seinem Wechsel zur DSVL einziger Vertreter der Partei im litauischen Parlament.

## Kommunalpolitiker
Ratsmitglieder
- Virginijus Ceslevičius, Rajongemeinde Kaišiadorys
- Aušra Gerulaitienė, Rajongemeinde Kaišiadorys
- Virginija Bareikienė, Rajongemeinde Molėtai
- Vytautas Nekrošius, Rajongemeinde Molėtai
- Mantas Leliukas, Stadtgemeinde Panevėžys
- Gema Umbrasienė, Stadtgemeinde Panevėžys
- Sigitas Mecelica, Rajongemeinde Utena

## Partei-Vorsitzende
- 2011–2012: Juozas Dautartas (* 1959), Biologe, Umweltministeriumsbeamte
- 2012 m. gegužė–lapkritis: Albinas Morkūnas (* 1944), Förster, Umweltministeriumsbeamte
- 2012–2016: Linas Balsys (* 1961), Journalist, Seimas-Mitglied (2012–2020)
- 2016–2020: Remigijus Lapinskas (* 1968), Jurist und Unternehmer, World-Bioenergy-Association-Präsident (2016–2020)
- Seit 2020: Ieva Budraitė (* 1992)

## Ratsvorsitzende
- 2014–2016: Remigijus Lapinskas, Unternehmer
- 2016–2018: Laurynas Okockis, Grenzschützer
- 2018–2020: Virginijus Adutavičius, Unternehmer
- Seit 2020: Vytautas Nekrošius, Professor und Zivilprozessrechtler

## Organe
- Vorstand (15 Mitglieder)
- Rat (55 Mitglieder)